# About You
«About You» — песня канадской кантри-певицы Маккензи Портер, вышедшая 30 ноября 2018 года. Трек был написан в соавторстве с Майклом Харди, Сарой Бакстон и Кори Краудером, с Кэмероном Монтгомери, который выступил сопродюсером вместе с Джоуи Моем и Дэйвом Коэном. Песня стала лид-синглом с мини-альбома Портер Drinkin’ Songs: The Collection.

## Отзывы
Керри Дул из FYI Music News заявила: «В этом треке Портер демонстрирует гибкий и убедительный вокал, а лирическое содержание носит тонко подрывной характер». Top Country назвал песню «Лучшей за неделю» за 16 апреля 2019 года, отметив, что «каждое прослушивание похоже на первое. Каждый раз, когда вы нажимаете кнопку „повтор“, вы открываете для себя новый слой песни. Возможно, дело в тонком, но умном сопоставлении между постановкой и сюжетом. В один момент вы раскачиваетесь, а в следующий — душераздирающая лирика останавливает вас на месте».

## Коммерческий успех
Песня «About You» достигла позиции № 1 в чарте Billboard Canada Country от 25 мая 2019 года, став первым номером один для Портер. Это сделало Портер первой исполнительницей, подписанной на независимый лейбл, которая возглавила чарт Canada Country за 25 лет его существования. Песня получила золотой сертификат Music Canada Music Canada.

## Музыкальное видео
Премьера официального клипа на песню «About You» состоялась на канале ET Canada 8 марта 2019 года, режиссёром выступил Джастин Клаф. Портер сказала: «Клип на песню „About You“ получился именно таким, каким я его себе представляла — немного нервным и немного мрачным. Рассказывая историю любви, которая так страстна, но в то же время так токсична». В клипе снялись Портер и её партнёр в реальной жизни (и будущий муж) Джейк Этеридж.

## Чарты

### Еженедельные хит-парады
| Чарт (2019)                        | Высшая позиция |
| ---------------------------------- | -------------- |
| Канада (Canada Country, Billboard) | 1              |

## Сертификации
| Регион                                                                      | Сертификация | Продажи |
| --------------------------------------------------------------------------- | ------------ | ------- |
| Канада (Music Canada)                                                       | Золотой      | 40 000  |
| Данные о продажах + прослушиваниях приведены только на основе сертификации. |              |         |